# Geschwister Buchberger

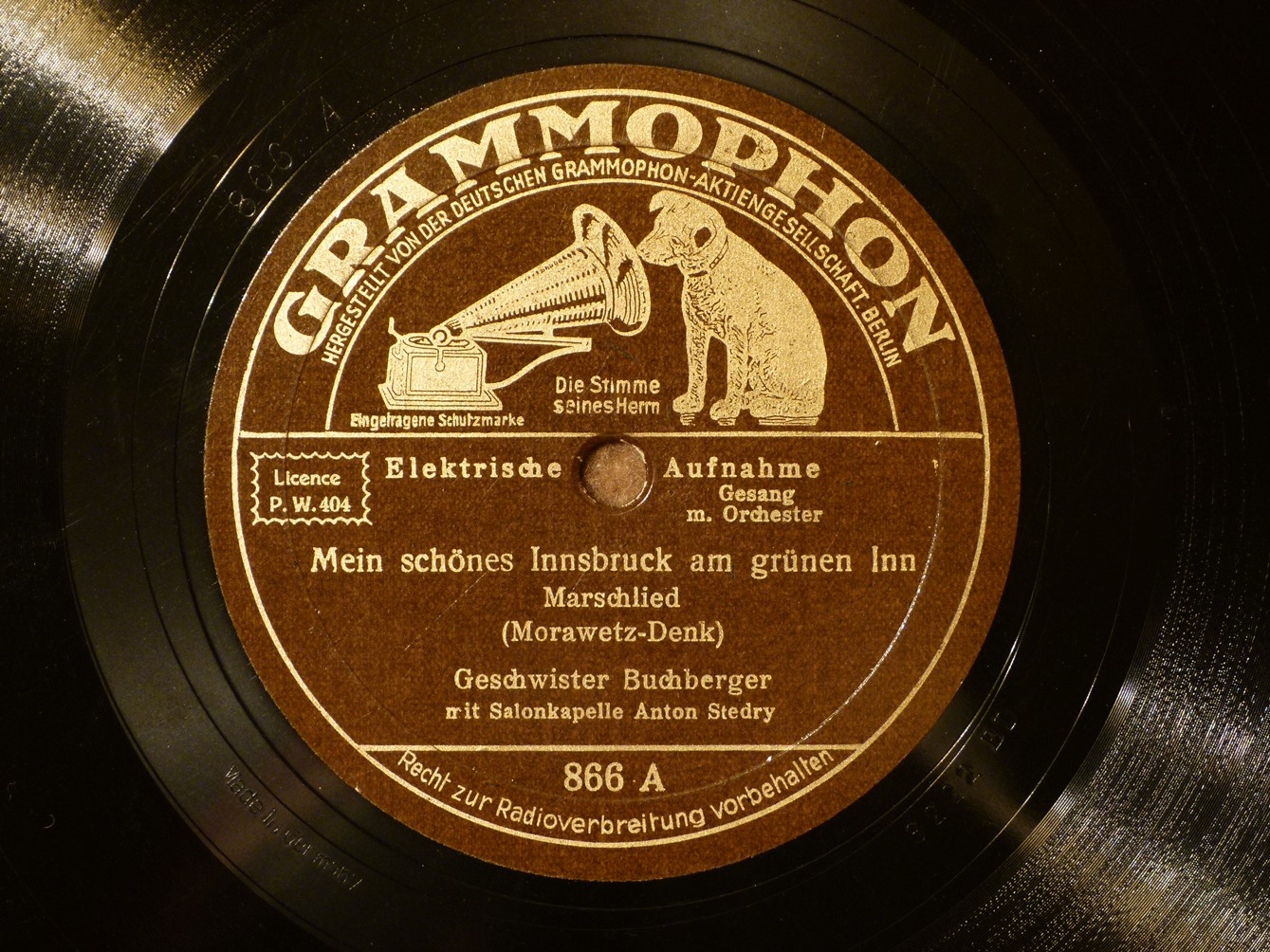
Erste Schallplatte der Geschwister Buchberger, 1931

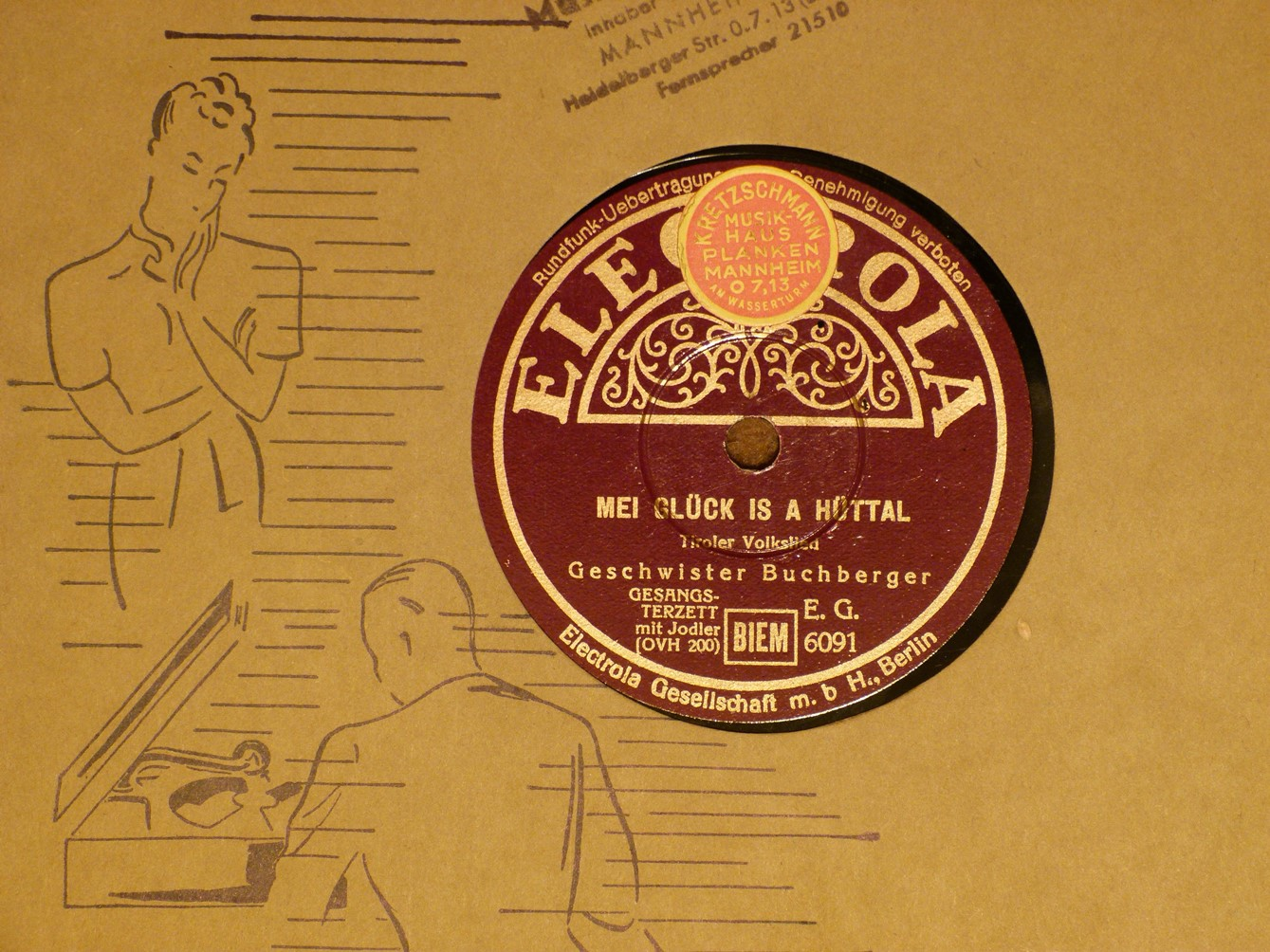
Electrola Schallplatte der Geschwister Buchberger, ca. 1936

Die Geschwister Buchberger waren ein Tiroler Gesangstrio von ca. 1930 bis 1961.
Zum ursprünglichen Trio gehörten:
- Käthe Buchberger (* 11. Februar 1904 in Wörgl; † 16. Juli 1998 in Innsbruck; Sopranstimme, Jodler und Zither)
- Martin Buchberger (* 3. April 1907 in Wörgl; † 10. April 1945 in Italien; Bariton und Gitarre)
- Anna Buchberger (später Kopp-Buchberger) (* 5. Januar 1911 in Wörgl; † 2. November 1980 in Innsbruck; Altstimme und Gitarre)

Nachdem Martin Buchberger in den letzten Tagen des Zweiten Weltkriegs gefallen war, wurde er ab 1946 durch Victor Schandara ersetzt, ihm folgte von 1953 bis zum letzten Auftritt 1961 Josef Glasner-Buchberger.

## Leben
Die Familie Buchberger wohnte um 1900 in der Stadt Wörgl im Tiroler Unterland. Vater Georg Buchberger war Gutsbesitzer und Bäckermeister, Mutter Maria Buchberger (geb. Erharter) Hausfrau. Das Ehepaar Buchberger hatte acht Kinder. Alle Kinder bekamen die Möglichkeit, ein Instrument zu erlernen. Käthe Buchberger begann daher im Alter von acht Jahren Zither zu spielen.
Georg Buchberger starb am 25. April 1917 im Ersten Weltkrieg. 1920 zog die Witwe mit ihren acht Kindern nach Innsbruck in die Innstraße 55. Käthe Buchberger lebte in diesem Haus bis zu ihrem Tod 1998. Käthe Buchberger berichtete, dass sie Talent und Stimme von ihrer Mutter geerbt habe. Die Geschwister sangen abends Volkslieder bei offenen Fenstern. Passanten versammelten sich vor dem Innsbrucker Haus und hörten dem Gesang zu. Martin Buchberger gab den Anstoß, öffentlich zu singen. Besonders gut harmonierten die Stimmen von Martin, Anna und Käthe und so schlossen sich diese drei zum Vokaltrio „Die Geschwister Buchberger“ zusammen.
Anna Buchberger spielte bei der Höttinger Heimatbühne Theater. Das Trio nutzte die Theaterpausen für seine ersten und bereits erfolgreichen öffentlichen Auftritte. Erste Gesangsauftritte außerhalb von Innsbruck hatten die Geschwister Buchberger in Oberösterreich, da in Tirol kein Interesse bestand. Später waren sie allerorts gefragt und die Konzerte waren sehr gut besucht. Ihr vermutlich bedeutendstes Konzert hatten die Geschwister Buchberger im ausverkauften großen Saal des Wiener Konzerthauses. Mit der Wiltener Stadtkapelle fuhren sie zu Auftritten in die Schweiz.
Konzerte konnten sie nur während ihres Urlaubs geben, da alle drei berufstätig waren. Käthe Buchberger arbeitet 46 Jahre lang in der Stickerei von Wattens, ca. 20 km östlich von Innsbruck, als Repasseurin, was bedeutet, dass sie die fertigen Stücke kontrollierte und gegebenenfalls kleine Ausbesserungen vornahm. Martin Buchberger arbeitete im Landhaus zu Innsbruck und Anna Buchberger war in einem Geschäft tätig.
Martin Buchberger achtete während der Konzertreisen sehr auf Disziplin. So untersagte er seinen Schwestern, nach Konzerten Einladungen anzunehmen. Als Eintrittspreis legte er maximal 80 Groschen fest, damit auch arme Leute die Möglichkeit hatten, das Konzert zu besuchen. Als Leitmotiv trugen die drei Geschwister an der Gitarre ein Sternenbanner mit der Aufschrift: „Ein Herz das singt ist Gott am nächsten.“.
Während der Konzerte wurden auch Publikumswünsche erfüllt. Ein sehr beliebter Wunsch war der Echojodler „Mei Glück is a Hüttal“.
Ende der 1930er Jahre war das Trio auf dem Höhepunkt seines künstlerischen Wirkens und seiner Bekanntheit angelangt. Die Geschwister Buchberger nahmen in Klangschönheit, Innigkeit und Spielfreude unter den seinerzeit bekannten Volksmusikern eine Spitzenstellung ein.
Mit dem Einzug von Martin Buchberger als Soldat im Zweiten Weltkrieg endete das gemeinsame Musizieren. Martin Buchberger starb in den letzten Kriegstagen.
Um 1946 begann eine erneute Konzerttätigkeit der beiden Schwestern. Dabei ersetzte der Lehrer Victor Schandara den gefallenen Bruder. Der neue Klangkörper reichte jedoch nie an das einstige Trio mit Martin Buchberger heran. Nachdem Victor Schandara 1953 wieder in seinen Beruf zurückkehrte, ersetzte ihn der Landesbeamte und Verwandte Josef „Pepi“ Glasner-Buchberger.
Am 22. Februar 1961 gaben die Geschwister Buchberger in Wien zwei ausverkaufte Abschiedsvorstellungen, die auch im Fernsehen übertragen wurden.

## Leistungen
Vom originalen Trio mit Käthe, Martin und Anna Buchberger wurden etwas mehr als 60 Titel aufgenommen.
- 22 Tonaufnahmen machten sie 1931 und 1932 bei „Grammophon“, aufgenommen im Innsbrucker Stadtsaal. Die erste Aufnahme hieß „Mein schönes Innsbruck am grünen Inn“, begleitet von der Salonkapelle Anton Stedry. Bei allen folgenden Schallplattenaufnahmen begleiteten sie sich selbst.
- 32 Tonaufnahmen für „His Masters Voice“ Österreich im Jahr 1935, unterteilt in 2 Sitzungen. Die Platten erschienen in Österreich mit dem Label HMV, in Deutschland unter eigener Verkaufsnummer und teilweise anderen Seitenkopplungen bei Electrola.
- mind. 18 Tonaufnahmen für „Electrola“, (Markenname des HMV-Konzern in Deutschland)

16 Titel wurden im Sommer 1939 in Berlin aufgenommen. Die Nominierung in das beste europäische Aufnahmestudio des HMV-Konzerns zeigt, dass die Geschwister Buchberger sehr bekannt und am Höhepunkt ihres künstlerischen Wirkens angelangt waren.
Die vermutlich letzte Schallplattenaufnahme entstand im Oktober 1942, ebenfalls in Berlin.
- rund 30 weitere Tonaufnahmen von 1950 bis 1953 bei HMV Österreich mit Victor Schandara

## Werke
- Heimatlieder der Geschwister Buchberger Musikverlag Stanberg, Wien 1941.

bekannte Schallplattentitel:
- Mein schönes Innsbruck am grünen Inn (Grammophon 1931; HMV ca. 1950)
- D'Holzknechtbuam (Grammophon 1931)
- Land Tirol, du meine Heimat (Grammophon 1932)
- Almenrausch und Edelweiß (HMV 1935)
- Wie schön sein die Diandln bei uns in Tirol (HMV 1935)
- Vom Glockner bis zum Ortler (HMV 1935)
- Ade mein schönes Südtirol (HMV 1935)
- Das schönste auf der Welt (... hochdroben auf dem Schlern; HMV 1935)
- Wo die Alpenrosen blüh'n (HMV 1935)
- S'Hoamatl (HMV 1935)
- Hoch vom Dachstein (HMV 1935)
- Wir sind die Fürsten dieser Welt (HMV 1935)
- Lied der Bozner Bergsteiger (HMV 1935)
- Der Kleeploatz (Electrola Sommer 1939; HMV ca. 1950)
- Bayrisch Zell (Electrola Sommer 1939)